# Majengo (Muheza)
Majengo è una circoscrizione urbana (urban ward) della Tanzania situata nel distretto di Muheza, regione di Tanga. Conta una popolazione di 6 992 abitanti (censimento 2012).